# Nachal Eltke
Nachal Eltke (hebrejsky: נחל אלתקה) je vádí na pomezí pahorkatiny Šefela a pobřežní nížiny v Izraeli.
Začíná v nadmořské výšce okolo 100 metrů východně od vesnice Jad Binjamin, v prostoru poblíž křižovatky dálnice číslo 6 a dálnice číslo 7. Směřuje pak k západu zemědělsky využívanou krajinou, přičemž z jihovýchodu přijímá vádí Nachal Mikne. Severozápadně od Jad Binjamin pak zprava ústí do toku Nachal Timna.